# Phare de Meloria (nord)
Le phare de Meloria (nord) (en italien : Faro settentrionale della Meloria) est un phare actif situé au nord des hauts fonds de Meloria faisant partie du territoire de la commune de Livourne (province de Livourne), dans la région de Toscane en Italie. Il est géré par la Marina Militare.

## Histoire
Le phare, mis en service en 1958, est situé à l'extrémité nord de Meloria, à environ 7 km au large de Livourne. Il est entièrement automatisé et alimenté par des panneaux photovoltaïques. Il possède un Système d'identification automatique pour la navigation maritime.

## Description
Le phare  est une tour cylindrique en béton de 20 m de haut, avec galerie et lanterne. La tour est totalement peinte en blanc et le dôme de la lanterne est gris métallique. Il émet, à une hauteur focale de 18 m, deux éclats blanc toutes les 10 secondes. Sa portée est de 10 milles nautiques (environ 19 km).
Identifiant : ARLHS : ITA-258 ; EF-1884 - Admiralty : E1347.8 - NGA : 7872 .

## Caractéristiques dufeu maritime
Fréquence : 10 s (W-W)
- Lumière : 0.5 seconde
- Obscurité : 2 secondes
- Lumière : 0.5 seconde
- Obscurité : 7 secondes

### Liens connexes
- Liste des phares de l'Italie
- Tour de la Meloria